# Кони Молитар
Кони Молитар (фр. Conie-Molitard) насеље је и општина у централној Француској у региону Центар (регион), у департману Ер и Лоар која припада префектури Шатоден.
По подацима из 2011. године у општини је живело 380 становника, а густина насељености је износила 25,05 становника/km². Општина се простире на површини од 15,17 km². Налази се на средњој надморској висини од 1301 метар (максималној 149 m, а минималној 110 m).

## Демографија
| 1962. | 1968. | 1975. | 1982. | 1990. | 1999. | 2011. |
| ----- | ----- | ----- | ----- | ----- | ----- | ----- |
| 205   | 254   | 233   | 309   | 337   | 338   | 380   |

График промене броја становника у току последњих година